# Nanine Paris
Pour les articles homonymes, voir Paris (homonymie).
Nanine Paris, née le 25 mai 1800 à Quimper et morte le 28 juin 1868 à Bois-Colombes, est l'auteure d'ouvrages de théorie musicale. Elle participe activement à l'élaboration et la diffusion de la méthode Galin-Paris-Chevé, encore usitée aujourd'hui dans certains pays.

## Biographie
Nanine Elisabeth Paris naît à Quimper le 5 prairial an VIII (25 mai 1800), fille de Amant Paris et Corentine Charlotte Vacherot. Avec l'aide de son frère Aimé Paris, elle diffuse les idées musicales de Pierre Galin à partir de 1829, et fait de cette théorie un ensemble cohérent pouvant être mis en pratique et enseigné. Nanine Paris est la véritable créatrice, par ses travaux originaux, de la partie pratique de ce nouveau système de notation musicale.
En 1839, elle épouse son cousin Émile Chevé, qui devient également un ardent défenseur de ce système, désormais connu comme la méthode Galin-Paris-Chevé. Elle crée une école de musique et publie en collaboration avec son époux deux importants ouvrages pour la diffusion de ce nouveau système, une Méthode élémentaire de musique vocale (2e éd., 1844) et une Méthode élémentaire d'harmonie en deux parties (1845 et 1846).
Elle meurt le 28 juin 1868 à Bois-Colombes et est inhumée au  cimetière du Père-Lachaise,.